# Housenice červená
Housenice červená (Cordyceps militaris) je vřeckovýtrusá houba, která parazituje na kuklách motýlů. Z hlediska taxonomie patří do čeledi Cordycipitaceae, do rodu Cordyceps. Byla popsána v roce 1753 Carlem Linné a dostala jméno Clavaria militaris. V roce 1833 byl druh přejmenován německým mykologem J. H. F. Linkem na nynější Cordyceps militaris.

## Taxonomie
Rod Cordyceps byl historicky řazen do čeledi Clavicipitaceae na základě morfologické podobnosti válcovitých vřecek se zesílenými vrcholy, vláknitých askospor, které se často rozpadají. Na základě fylogeneze došlo k oddělení čeledi Cordycipitaceae, do které patří housenice červená a většina dalších druhů Cordyceps, které vytvářejí jasně zbarvená, dužnatá stromata. Nedávno byla navržena čeleď Ophiocordycipitaceae, která zahrnuje druh housenice čínská a další druhy, které se vyznačují tmavě pigmentovanými, tuhými stromaty.

## Charakteristika

### Makroskopická charakteristika
Houba vytváří dva až pět centimetrů vysoké, kyjovité, žlutooranžové plodnice, které vyrůstají z kukel motýlů. Stélka je obalena stromatem, v němž jsou uloženy vlastní plodnice, perithecia. To dává povrchu hrubý, skvrnitý vzhled. Vnitřní houbová tkáň má bělavou až světle oranžovou barvu.

### Mikroskopická charakteristika
Vřecka jsou dlouhá, válcovitá. V každém vřecku se vytváří 8 askospor. Spory jsou hladké, dlouhé, často septované a nepohyblivé. V období zralosti se rozpadají na 2–4,5 × 1–1,5 μm velké subspory.

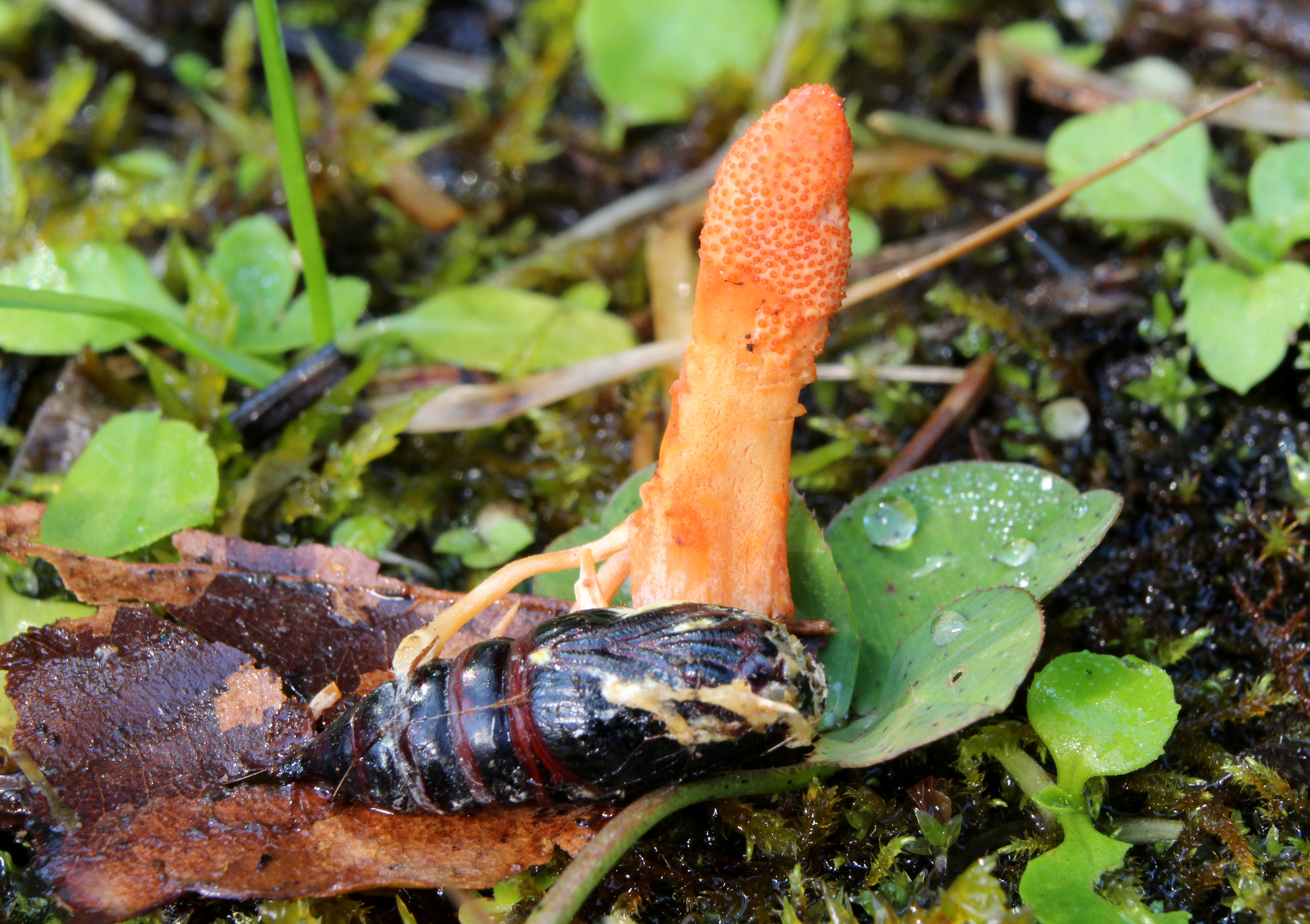
Cordyceps militaris vyrůstající z kukly

## Ekologie a výskyt
Podobně jako ostatní druhy rodu Cordyceps je housenice červená entomopatogen, neboli patogen hmyzu. K infekci dochází prorůstáním spor do hemocoelu, kde se houba začne množit a požírat tkáně hostitele, což vede k úhynu hmyzu. Pokud jsou podmínky prostředí příznivé, houba znovu vyrůstá z hmyzího těla a vytváří askospory (u pohlavně se rozmnožujících forem) nebo vegetativní konidie (u nepohlavního rozmnožování), které se uvolňují do prostředí, aby je získali noví hostitelé.
Housenice červená se vyskytuje na celé severní polokouli v listnatých a smíšených lesích. Houba byla nalezena také na území České republiky, a to konkrétně na Třeboňsku a Jihlavsku.

## Kultivace
Pro kultivaci housenice červené ve velkém měřítku byla vyvinuta řada biotechnologických postupů. Jako substrát lze použít kukly bource morušového, rýže, brambory či v tekutá živná média. Tím se housenice červená stala lákavou alternativou housenice čínské, která se v laboratorních podmínkách kultivuje obtížně. Housenice červená navíc při kultivaci in vitro obsahuje podobné složení bioaktivních látek jako při volnému růstu v přírodě.

### Bioaktivní látky
Složení obsažených bioaktivních látek se mezi jednotlivými plodnicemi liší, ale houba obsahuje především polysacharidy, karotenoidy a nukleosidy – adenosin, kordycepin. Právě pro kordycepin se tato houba stala známou. Jedná se o sloučeninu, která vykazuje protizánětlivé, protivirové, protinádorové či hypoglykemické účinky. Kordycepin je také schopný vyvolat buněčnou a humorální imunitní odpověď.

### Kordycepinová kyselina
Kordycepinová kyselina byla izolována z příbuzného druhu, C. sinensis, jako „nová“ sloučenina v roce 1957 indickými vědci, ale roku 1963 bylo americkými vědci zjištěno, že se jedná o D-mannitol, který se vyskytuje i v jiných druzích hub.  Mannitol je monosacharid, který je využíván jako diuretikum nebo jako sladidlo vhodné pro diabetiky.

## Využití
Po staletí se používá v tradiční čínské medicíně, ačkoli endemický druh housenice čínská (Ophiocordyceps sinensis, dříve Cordyceps sinensis) je mnohem známější. Průmyslové odvětví v Číně se zabývá fermentací a komerčním pěstováním C. militaris ve velkém měřítku. V roce 2023 bylo v Číně schváleno minimálně 36 zdravotně prospěšných potravin připravených z této medicinální houby. Mycelia ve formě prášku či kapslí jsou komerčně schváleny a mohou být označeny, že mají příznivé účinky na ledviny a plíce a jsou účinné proti kašli, astmatu, hlenu, únavě, závratím, a dalším onemocněním. Navíc od roku 2009, kdy ji čínské ministerstvo zdravotnictví uznalo za „novou potravinu“, je hojně konzumována jako běžná potravina.
Odborné studie z let 2020 a 2021 poukazují na potenciál kordycepinu jako antivirové látky proti SARS-CoV-2.
V Evropské unii zatím C. militaris není schválená k prodeji jako složka potravin či doplňků stravy, na rozdíl od C. sinensis, která je uvedena v dokumentech „Katalog potravin nového typu v EU“ či „Compendium of Botanicals“ (EFSA). I přesto však nebyla úřadem EFSA ani EK schválena tvrzení o zdravotních přínosech houby.

## Účinky
Možné zdraví prospěšné účinky C. militaris byly zkoumány v mnoha studiích a jsou často shodné s C. sinensis, avšak většina těchto výzkumů byla prováděna na zvířecích modelech.
- Zvýšení výkonu při cvičení
- Účinky proti stárnutí
- Protinádorové účinky
- Pomoc při léčbě diabetu 2. typu
- Prevence kardiovaskulárních onemocnění
- Pomoc v boji proti zánětu

## Synonyma
- Clavaria granulosa Bulliard 1791
- Clavaria militaris Liné 1753
- Corynesphaera militaris (L.) Dumortier 1822
- Hypoxylon militare (L.) Mérat 1821
- Sphaeria militaris (L.) Ehrhart 1821
- Torrubia militaris (L.) Tulasne & C. Tulasne
- Xylaria militaris (L.) Gray 1821